# Blood of Bahamut
Blood of Bahamut (яп. ブラッド オブ バハムート бураддо обу бахаму:то, «Кровь багамута») — японская компьютерная игра в жанре ролевой боевик, разработанная студией Think & Feel для портативного устройства Nintendo DS и выпущенная в 2009 году при участии компании Square Enix. Издавалась исключительно на территории Японии и только на японском языке.

## Игровой процесс
Blood of Bahamut сочетает элементы ролевой игры с элементами экшн. Одновременно принимать участие в происходящем могут до четырёх человек, каждый управляет своим персонажем в составе единого отряда, который сражается с гигантскими монстрами, при этом панорама сражения отображается сразу на обоих дисплеях консоли. Чтобы одолеть гиганта, герои должны разрушить сначала его броню, затем атаковать «сердцевину», и, наконец, добить оставшиеся части тела. Помимо того что огромные враги сами по себе представляют опасность для персонажей, они также могут призывать в бой разнообразных мелких монстров, с которыми команда тоже должна сразиться. Разрушение отдельных частей тела гигантов и уничтожение мелких монстров время от времени даёт героям так называемые «материалы», используемые впоследствии для производства более мощного вооружения. Игра содержит более 130 отдельных миссий, разбавленных сюжетными вставками с диалогами действующих лиц.

## Сюжет
События игры разворачиваются в городе, расположенном на спине огромного гуманоидного существа из камня, известного как Гигант. После пробуждения других подобных существ над городом нависает угроза полного уничтожения, а протагонисты Ибуки и Юи пытаются защитить родное селение от нападения. Всего сюжет включает семь основных персонажей, они путешествуют по спинам гигантов и пытаются привнести в мир былое равновесие. Сами по себе гиганты разумны, обладают разной мотивацией и принимают непосредственное участие в сражениях. Многие имена гигантов заимствованы из популярной серии Final Fantasy, где ими названы могучие призываемые существа, в частности, среди противников можно встретить Багамута, Ифрита, Шиву, Фенрира и Гильгамеша.

## Разработка
Режиссёром и автором сценария Blood of Bahamut выступил штатный сотрудник Square Enix Мотому Торияма. Ранее он принимал участие в создании тактической ролевой игры Bahamut Lagoon для приставки Super Famicom, и, так как в обоих названиях присутствует слово «Багамут», первое время готовящийся проект воспринимался многими как некое продолжение. Однако после официального анонса стало ясно, что в новой игре представлен совершенно другой сеттинг со своим собственным уникальным сюжетом и новыми персонажами, при этом представители производящей компании не подтвердили информацию о наличии каких-либо связей между двумя играми. Воплощение технических моментов взяла на себя небольшая студия Think & Feel во главе с Эйсукэ Ёкоямой, до этого они выполняли те же функции при создании Final Fantasy XII: Revenant Wings. Члены авторского состава отмечали в интервью, что главной их целью было «пересечь ограничения консоли DS, позволив игроку ощутить чувство реалистичного движения на основе интуитивного управления». Музыку для саундтрека сочинил композитор Наоси Мидзута, треки издавались отдельным диском 12 августа 2009 года исключительно в Японии.
Британская компания Ignition Entertainment выразила желание перевести игру на английский язык и выпустить в североамериканском регионе, однако правообладатели Square Enix ответили на просьбу о лицензировании категорическим отказом. Несмотря на это, английская версия всё же может появиться в ближайшем будущем, поскольку фанатами-энтузиастами был начат проект любительского перевода.

## Отзывы и продажи
Японский журнал Famitsu дал игре 31 балл из 40. Продажи за первый месяц после релиза составили всего лишь 66 тысяч экземпляров, тогда как всего по окончании 2009 года было продано около 89 тысяч копий Blood of Bahamut.